# Volume Two
Volume Two es el segundo álbum de estudio de She & Him, una colaboración entre M. Ward y la actriz Zooey Deschanel. Fue lanzado el 17 de marzo de 2010 a través de P-Vine Records en Japón, en Estados Unidos el 23 de marzo de 2010 a través de Merge Records, y el 5 de abril de 2010 en Double Six Records en el Reino Unido.
El listado de las canciones del álbum fue anunciado el 8 de diciembre de 2009. «In the Sun», fue publicado en línea por Pitchfork Media el 22 de enero de 2010 y fue lanzado como un sencillo con «I Can Hear Music» el 23 de febrero de 2010.  Un video de «In the Sun» fue lanzado el 9 de marzo de 2010.
El 9 de febrero de 2010, She & Him fueron entrevistados en BBC 6 Music e interpretaron «Thieves» y «Gonna Get Along without You Now» del álbum que aún no fue lanzado. Existen dos versiones de la canción "Thieves" que estaban disponible en línea. Uno fue que interpretó para la entrevista de la BBC y dos semanas después Stereogum estrenó la versión de estudio del álbum. Un video de "Thieves" fue publicado el 9 de julio de 2010.
El 14 de marzo de 2010, el álbum estuvo disponible para escucharse en el sitio web de NPR. El álbum debutó en el número seis en la lista Billboard 200.

## Recepción de la crítica
El álbum ha recibido críticas muy positivas. Stephen Thompson escribe en NPR First Listen, "[Volume Two] no es exactamente arrastrando los oyentes a través de un complejo emocional Hellride. Es más dulces que el confesionario, pero es un tipo afable;.. El equivalente de audio de una brisa que sopla en primavera en un momento perfecto".

## Lista de canciones
Todas las canciones escritas por Zooey Deschanel, excepto cuando se indique.
1. «Thieves» – 4:08
2. «In the Sun» – 2:51
3. «Don't Look Back» – 3:23
4. «Ridin' in My Car» (Alan G. Anderson) – 3:15
5. «Lingering Still» – 3:02
6. «Me and You» – 3:20
7. «Gonna Get Along Without You Now» (Milton Kellem) – 2:32
8. «Home» – 4:41
9. «I'm Gonna Make It Better» – 3:32
10. «Sing» – 3:14
11. «Over It Over Again» – 3:30
12. «Brand New Shoes» – 3:05
13. «If You Can't Sleep» – 2:49

### Bonus tracks
- «I Knew It Would Happen This Way» – iTunes pre-orden, lanzamiento brasileño
- «I Can Hear Music» (Jeff Barry, Ellie Greenwich, Phil Spector) – lanzamiento brasileño[28]

### Sencillos
- «In the Sun» (23 de febrero de 2010)[5]
- «Thieves» (14 de junio de 2010)[29]
- «I Put a Spell on You» (Screamin' Jay Hawkins) / «Lingering Still» (7 de diciembre de 2010)[30]

## Personal

### Interpretación
- Zooey Deschanel – Voz principal, piano, lírica[31]
- M. Ward – guitarra, voz, mandolina, vibráfono, sintetizador, productor
- Mike Coykendall – bajo, corista
- Scott McPherson – batería, percusión
- Mike Mogis – percusión, sintetizador, mandolina
- Paul Brainard – pedal steel guitar
- Tom Hagerman – instrumentos de cuerda
- Peter Broderick – instrumentos de cuerda
- Amanda Lawrence – instrumentos de cuerda
- Tilly and the Wall – coristas en "In the Sun"

### Producción
- Mike Coykendall – ingeniería, mezcla
- Mike Mogis – ingeniería, mezcla
- Kendra Lynn – ingeniería adicional
- Bob Ludwig – Masterización
- Kate Quinby – Obra de arte

## Historial del lanzamiento
| Región         | Fecha               | Sello              | Formato                        | Catálogo # | Ref.   |
| -------------- | ------------------- | ------------------ | ------------------------------ | ---------- | ------ |
| Japón          | 17 de marzo de 2010 | P-Vine Records     | CD, digipak                    | PCD-93325  | [ 32 ] |
| Estados Unidos | 23 de marzo de 2010 | Merge Records      | CD, descarga digital, vinyl LP | 50354      | [ 33 ] |
| Reino Unido    | 5 de abril de 2010  | Double Six Records | CD, descarga digital           | DS024CD    | [ 34 ] |

## Listas
| Lista (2010)          | Máxima posición |
| --------------------- | --------------- |
| US Billboard 200      | 6               |
| US Independent Albums | 1               |
| US Rock Albums        | 1               |
| US Folk Albums        | 1               |